# Euprophantis
Euprophantis is een geslacht van vlinders uit de familie mineermotten (Gracillariidae).
Het geslacht omvat één soort:
- Euprophantis autoglypta Meyrick, 1921